# UFC 45
UFC 45: Revolution（ユーエフシー・フォーティファイブ：レヴォリューション）は、アメリカ合衆国の総合格闘技団体「UFC」の大会の一つ。2003年11月21日、コネチカット州アンキャスビルのモヒガン・サン・アリーナで開催された。

## 大会概要
メインイベントのUFC世界ウェルター級タイトルマッチでは、王者マット・ヒューズが挑戦者フランク・トリッグを降し、5度目の王座防衛に成功した。
UFC10周年記念大会となった本大会では、UFC殿堂の創立が発表され、ホイス・グレイシーとケン・シャムロックの殿堂入りが発表された。

## 試合結果

### プレリミナリィカード
第1試合 ライト級 5分3R
○  イーブス・エドワーズ vs.  ニック・アガラー ×
2R 2:14 TKO（レフェリーストップ：パウンド）
第2試合 ミドル級 5分3R
○  キース・ロッケル vs.  クリス・リゴーリ ×
1R 3:29 フロントチョーク
第3試合 ヘビー級 5分3R
○  ペドロ・ヒーゾ vs.  リコ・ロドリゲス ×
3R終了 判定3-0（30-27、30-27、29-28）

### メインカード
第4試合 ウェルター級 5分3R
○  ロビー・ローラー vs.  クリス・ライトル ×
3R終了 判定3-0（29-28、29-28、29-28）
第5試合 ミドル級 5分3R
○  エヴァン・タナー vs.  フィル・バローニ ×
1R 4:42 TKO（レフェリーストップ：マウントパンチ）
第6試合 ヘビー級 5分3R
○  ウェズリー・コレイラ vs.  タンク・アボット ×
1R 2:14 TKO（ドクターストップ：カット）
第7試合 ミドル級 5分3R
○  マット・リンドランド vs.  ファラニコ・ヴァイタレ ×
3R 4:23 TKO（レフェリーストップ：マウントパンチ）
第8試合 UFC世界ウェルター級タイトルマッチ 5分5R
○  マット・ヒューズ vs.  フランク・トリッグ ×
1R 3:54 チョークスリーパー
※ヒューズが王座の5度目の防衛に成功

## 表彰
本大会前に発表されたUFC殿堂の表彰式が実施され、ホイス・グレイシーとケン・シャムロックにオクタゴン型の透明の盾を授与された。
また、UFC公式サイトがファンからの投票を集計し、歴代人気ファイターベスト10も発表した。
- 1位:ランディ・クートゥア
- 2位:ケン・シャムロック
- 3位:ホイス・グレイシー
- 4位:タンク・アボット
- 5位:ドン・フライ
- 6位:マーク・コールマン
- 7位:ダン・スバーン
- 8位:マルコ・ファス
- 9位:パット・ミレティッチ
- 10位:オレッグ・タクタロフ